# Melocanna
Genre
Melocanna est un genre de plantes monocotylédones de la famille des Poaceae (graminées), sous-famille des Bambusoideae, originaire de l'hémisphère nord, originaire d'Asie tropicale, du sous-continent indien à l'Indochine, qui comprend deux d'espèces acceptées.
Ce sont des bambous, plantes rhizomateuses, à tiges (chaumes) lignifiées pouvant atteindre de 10 à 20 mètres de haut et jusqu'à 9 cm de diamètre. Les fruits, pyriformes, sont des caryopses a péricarpe charnu. La floraison, grégaire, se produit selon un cycle de 45 à 50 ans. 
ÉtymologieLe nom générique « Melocanna » dérive de deux racines grecques, μῆλον (melon), pomme, et κάννα (kanna), roseau, en référence aux fruits charnus et aux tiges ligneuses de ce bambou.

## Espèces
Selon The Plant List (16 mai 2017), une vingtaine d'espèces ont été décrites, mais deux seulement sont actuellement validées :
- Melocanna arundina C.E.Parkinson
- Melocanna baccifera (Roxb.) Kurz